# 小行星9806
小行星9806（英語：9806）是一颗围绕太阳公转的小行星。1997年7月10日，北京天文台施密特CCD小行星计划在兴隆发现了此天体。
这颗小行星的绝对星等为228.8141609410898等。